# Coro de la catedral de Plasencia
El coro de la catedral de Plasencia es un coro construido en los siglos XV-XVII y ubicado en la ciudad española de Plasencia, en la provincia de Cáceres.
Se ubica en el centro de la catedral de dicha ciudad, dentro de la cual se ubica a los pies del recinto religioso renacentista («Catedral Nueva»), colindando directamente con el muro que lo separa de los restos del antiguo templo románico y gótico («Catedral Vieja»). Por lo tanto, es una estructura diseñada para ubicarse en el centro de un gran edificio, que accidentalmente acabó marcando el punto final de una construcción incompleta.
Este coro destaca por albergar una sillería tallada en madera de nogal con notables relieves, que muestran muy diversa iconografía, tanto religiosa como no religiosa. Esta sillería es de estilo gótico flamígero y su autor principal fue Rodrigo Alemán. La sillería está separada del resto del recinto religioso por una gran reja de estilo clasicista, obra de Juan Bautista Celma. 

## Historia

### Construcción de la sillería
La sillería del coro es de las obras de arte más notables que encierra esta catedral. Su origen y desarrollo históricos no están completamente claros, ya que los archivos de la catedral han sufrido diversos incendios y expolios a lo largo de los siglos y los historiadores se han visto obligados a analizar documentos sueltos. Los principales documentos sobre la obra, generalmente sobre contratos o encargos, aparecen en los libros de cabildos 4º y 5º, que comprenden el período de 1498 a 1513. Se atribuye la autoría principal de la estructura a Rodrigo Alemán, que en la misma época destacó también por sus trabajos en los coros catedralicios de Toledo y de Ciudad Rodrigo, y que en Plasencia es conocido por haber dirigido la construcción del puente Nuevo o de la Isla. Sin embargo, la biografía de este artista es muy confusa, y no ayuda mucho a aclarar el origen del coro.

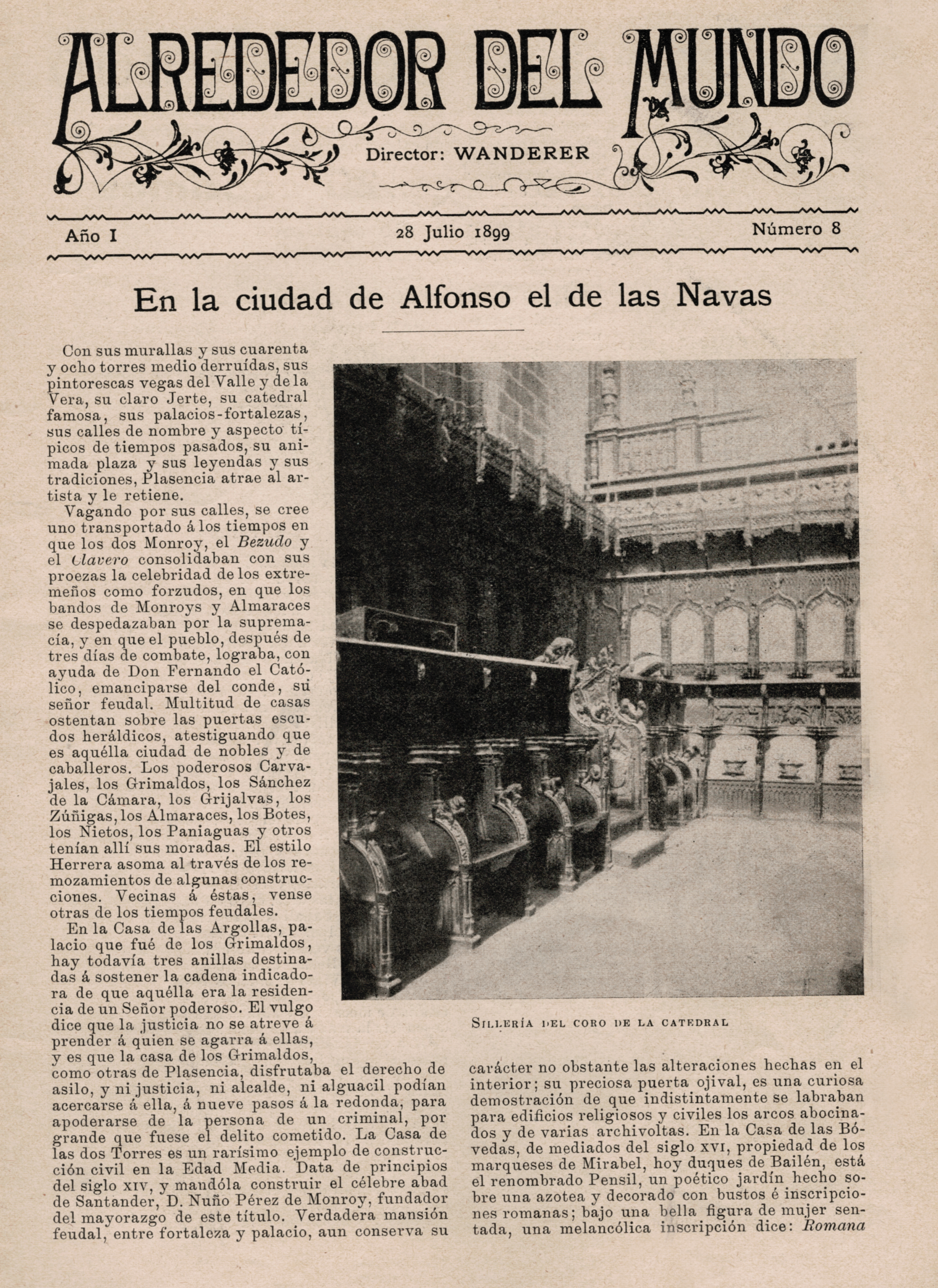
Una de las fotografías más antiguas que se conservan del interior de la catedral es esta imagen de la sillería, publicada en 1899 en la portada de la revista Alrededor del Mundo.

Pese a todo, es posible deducir varias consideraciones en base a los documentos conservados en los archivos catedralicios sobre Rodrigo Alemán y el coro. El maestro Rodrigo recibió en 1497 dos encargos consecutivos del cabildo: en 7 de junio de hacer las dos sillas de los cabos o extremos del coro, que son las de los Reyes Católicos, y en 9 del mismo mes de hacer el facistol triangular, que no se conserva. Para el primer encargo se le dio de plazo un año. Seis años después, en 27 de marzo de 1503 estaba el mismo entallador trabajando simultáneamente para la sillería coral placentina y la de Ciudad Rodrigo, siendo obras tan considerables que obligaron a redactar un concierto entre ambos cabildos, para que personalmente pudiera atender, alternativamente, a la dirección y ejecución de ambas.
No obstante, queda la duda documental sobre cuándo había empezado y terminado exactamente la sillería de Plasencia. El arqueólogo José Ramón Mélida defendió la teoría de que tuvo que iniciarse antes de 1497, pues sería extraño que comenzara por las sillas de los extremos, siendo lo regular que estas se le encargaran después de haber hecho otras a satisfacción del cabildo. Por todo ello, debió de tardar como mínimo ocho años en hacer la sillería. Sin embargo, muy diversos autores han señalado diferentes hipótesis cronológicas que podrían extender la construcción del coro con diversos artistas desde 1460 hasta el tercer cuarto del siglo XVI. Existe consenso sobre el hecho de que Rodrigo Alemán no fue el único autor de la obra, pero la falta de documentos impide averiguar hasta qué punto los otros partícipes tenían vínculos laborales con el autor principal.
El estado actual del coro data de 2015-2017, cuando fue íntegramente restaurado durante dieciséis meses por el Instituto del Patrimonio Cultural de España, en una complejísima obra que costó 363 290,40 euros. La restauración sirvió para retirar la capa de suciedad acumulada durante varios siglos, que impedía comprobar la calidad de la obra, al mismo tiempo que se analizaban en detalle tanto los materiales utilizados como distintas marcas e inscripciones históricas. También se aprovecharon estos trabajos para reubicar elementos que habían sido erróneamente desplazados, como un relieve del martirio de Isaías que estaba ubicado en el sitial adyacente al de Isabel la Católica, ubicación que correspondería según inscripción a la creación de Eva.

### Encaje en la catedral

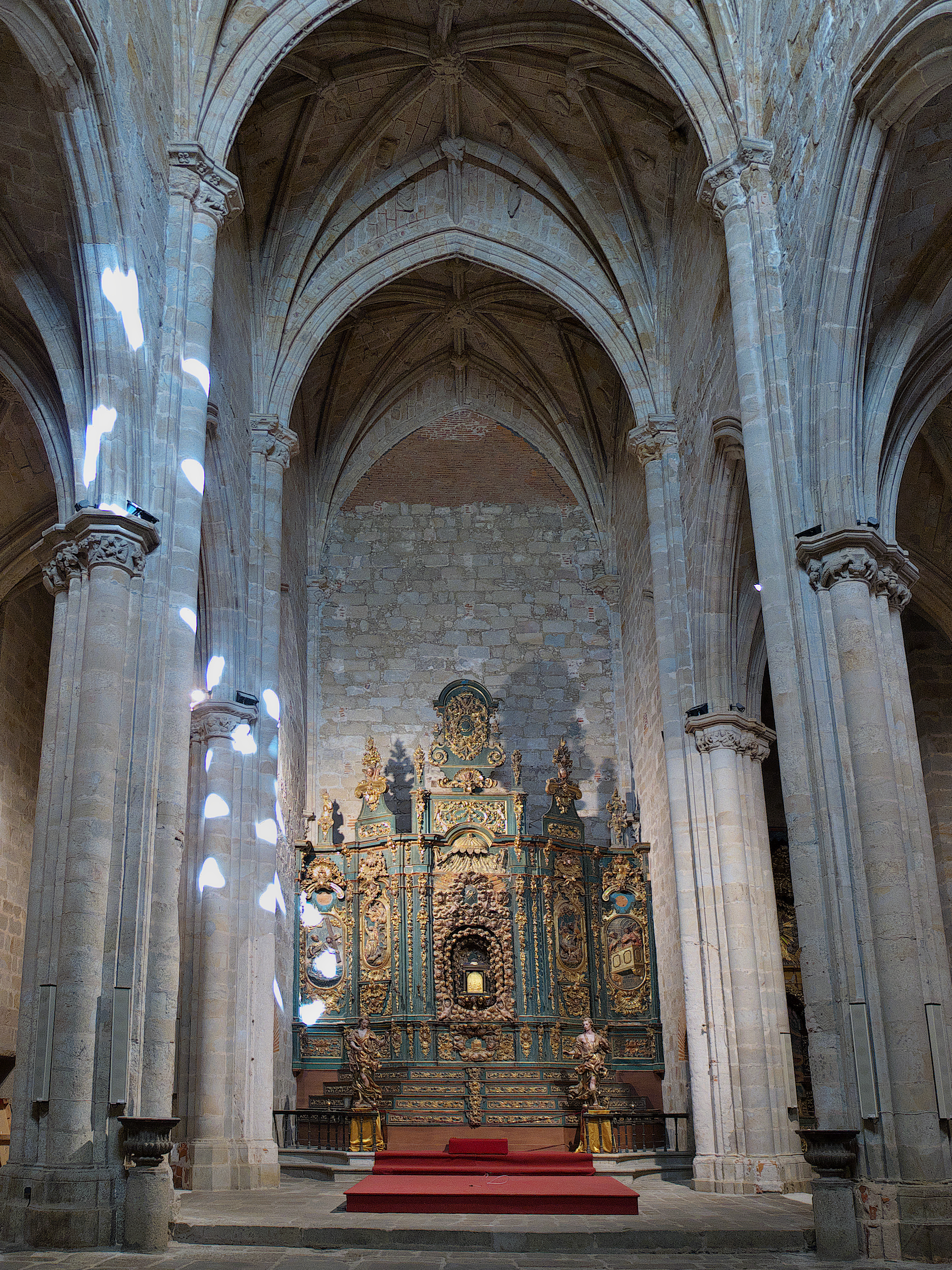
Ubicación del coro medieval en la Catedral Vieja. En la parte baja de la imagen pueden observarse el escalón sobre el que se apoyaba y restos de los antiguos rebajes de enganche en las columnas. El actual coro se ubica tras la pared del fondo. La fotografía está tomada desde el antiguo trascoro.

Si la documentación histórica sobre la sillería ya es problemática, la historia se complica al intentar coordinar la cronología del coro con la cronología del edificio en el que se ubica. La catedral era inicialmente un edificio románico-gótico de origen medieval, que a partir de 1498 sufrió una gran obra para hacer un edificio renacentista de mayor tamaño. Esta obra se paralizó en 1578, lo que dejó a la mitad el nuevo edificio renacentista o «Catedral Nueva», en cuyos pies quedó el coro, limitando con los restos del antiguo edificio o «Catedral Vieja». Como se ha explicado antes, el primer documento conocido sobre el coro es un encargo de 1497: un año anterior al inicio de las obras de la gran reforma, y sin que parezca haber sido el primer encargo que se hizo sobre el coro. Por este motivo, se deduce que la sillería debió ser hecha y colocada en la estructura románico-gótica, en espera de trasladarla a la nueva, lo que no pudo realizarse hasta muchos años después de terminada tal sillería. El acomodarla a la nueva iglesia no fue trabajo fácil, ni fue posible llevarlo a cabo más que defectuosamente, porque el sitio al que se adapta es completamente distinto del primero.
Según la descripción que hizo José Benavides Checa de la estructura medieval original, el coro se ubicaba a los pies de la catedral, extendiéndose por dos tramos de la antigua nave central, junto a un tramo de trascoro. Los restos físicos actuales que prueban esto son un rebaje para enganchar el coro en la parte baja de algunas columnas y un escalón de 25 cm en el suelo. Esta información se comprobaría documentalmente con numerosas referencias a enterramientos de clérigos y nobles en el antiguo entorno del coro, que se extienden desde 1379 hasta 1568. Todo esto implica que existió también un primer coro medieval, que posteriormente se sustituyó por el actual en su ubicación original; finalmente este nuevo coro sería trasladado a su ubicación definitiva.
El espacio del coro original era mucho más estrecho que el del coro actual, pues entre las columnas laterales tan solo había algo más de cuatro metros. Para poder colocar las 41 sillas, fue necesario utilizar un tercer tramo adicional a los dos que ocupaba el antiguo coro, que se corresponde con el espacio donde se ubica el coro actualmente. La estrechez de este espacio, donde las sillas se disponían en forma de "U", obligó a adaptar el facistol, y es posible que la sillería baja sea de elaboración posterior a la alta. La sillería monumental fue desmontada en torno a 1544, cuando se elaboró una sillería provisional para adaptar temporalmente la torre del Melón como coro, y se almacenó en la casa de un feligrés llamado Juan Leal hasta su instalación en su ubicación definitiva en 1565-1566.
El resultado de todos estos movimientos es una disposición peculiar si se compara con otras catedrales de la época. En general, todos los coros se suelen prolongar por uno o dos tramos de la nave central. En el caso de Plasencia, no solo es excepcional que sea más antiguo que el templo en el que se halla, sino que también lo es su ubicación, pues no corta la nave, ni ocupa más que el único tramo que ella tiene, y por ser este muy ancho lo es el coro también y no profundo; además, su largo testero se apoya en el muro que separa las dos iglesias. Como en él sobresalen las columnas de la antigua nave, mucho menos ancha, se aprecia que primitivamente habrían sido once las sillas del testero y hoy son veintiuna. Las de los extremos se ocultan algún tanto tras de las laterales, y ya fue bastante poderlas adaptar así.

### Instalación de la reja

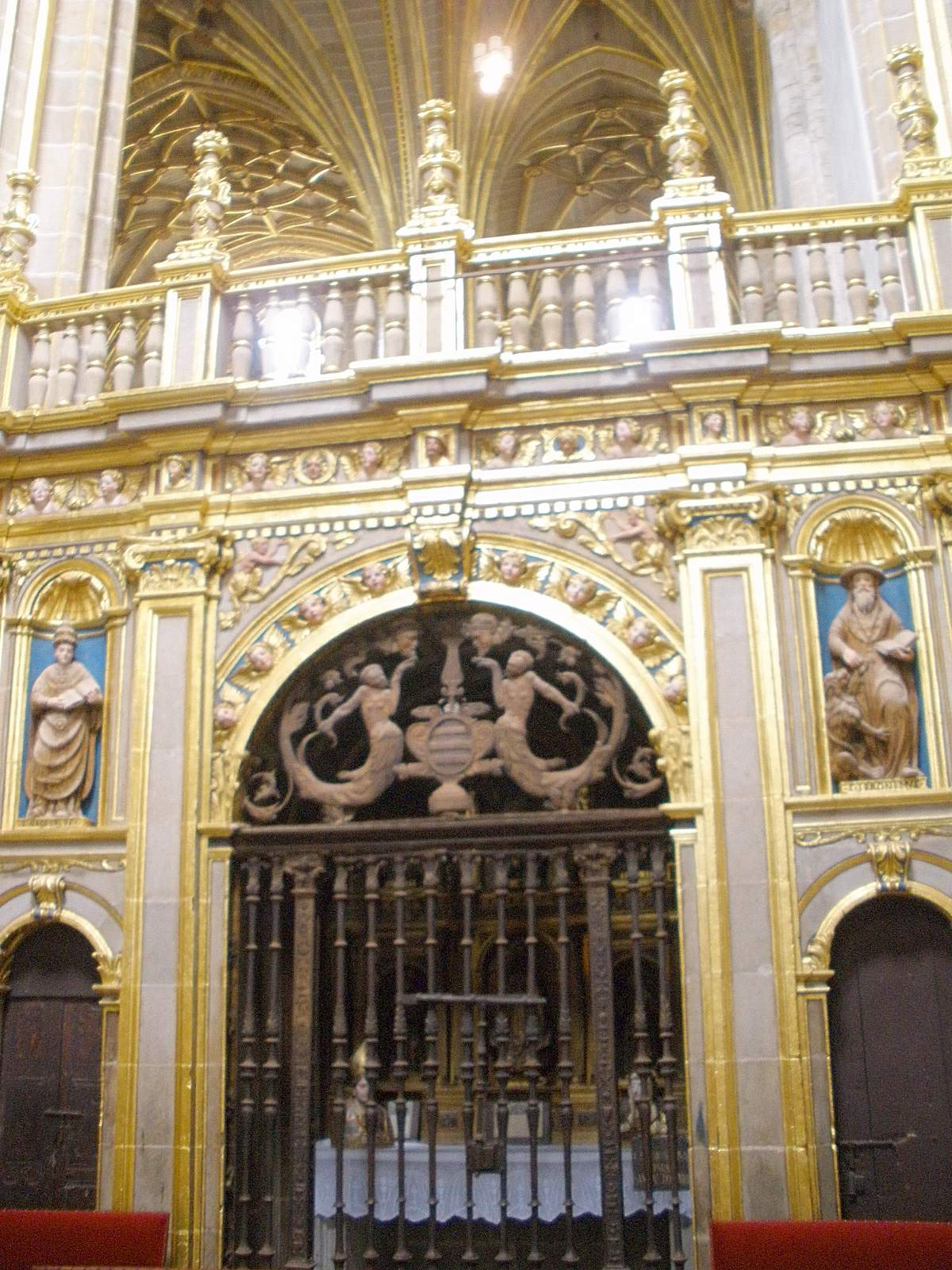
Capilla de la Inmaculada y San Fulgencio, donde se reutilizaron fragmentos de la primera reja que Domingo de Céspedes hizo para el coro. Se ubica adyacente al coro por el lado del evangelio.

Una vez instalado el coro en su ubicación definitiva, el siguiente y último paso era cerrar el espacio protegiéndolo con una reja monumental. La idea de añadir la reja fue del obispo Gutierre de Vargas Carvajal, quien encargó su elaboración al conocido herrero Domingo de Céspedes, autor de la reja del coro de la catedral de Toledo. Esta reja inicial fue instalada entre 1568 y 1570, una década después del fallecimiento de aquel obispo, quien sí pudo verla almacenada junto a la sillería del coro antes de su instalación. Aunque fue apreciada por su calidad artística, esta primera reja se consideró pequeña y no encajó bien en el coro, por lo que se retiró para instalar otra más grande. Algunos fragmentos de esta primera reja se reutilizaron en otras partes de la catedral, conservándose en varios lugares, que serían la antigua capilla del Nazareno, la capilla de la Inmaculada y San Fulgencio, el sepulcro del obispo Ponce de León y los púlpitos.
En cabildo ordinario celebrado en 12 de diciembre de 1597 se acordó que, previa aprobación del obispo Pedro González de Acevedo, se negociase con el conocido maestro de cerrajería Juan Bautista Celma para hacer la actual reja del coro conforme a los planos y condiciones presentadas. En consecuencia de tal acuerdo, por escritura otorgada en Plasencia a 13 de diciembre de dicho año ante el escribano Blasco Gil, el conocido rejero se obligó a tener hecha, acabada y asentada la reja para el día de Navidad del siguiente año 1598, en el precio de 2752 ducados. No obstante, aunque este rejero diseñó la parte de hierro, los asentamientos sobre piedra y mármol habían sido diseñados respectivamente por Francisco de Mora y Jacome da Trezzo. Juan Bautista Celma no fue capaz de terminar la reja hasta 1604, por lo que se contrató a Nicolás de Vergara el Mozo como supervisor. En 1763, el obispo Juan Francisco Manrique Lara ordenó pintar y dorar la reja, que hasta entonces había tenido una decoración limitada.

## Descripción

### Sillería del coro
Estructura

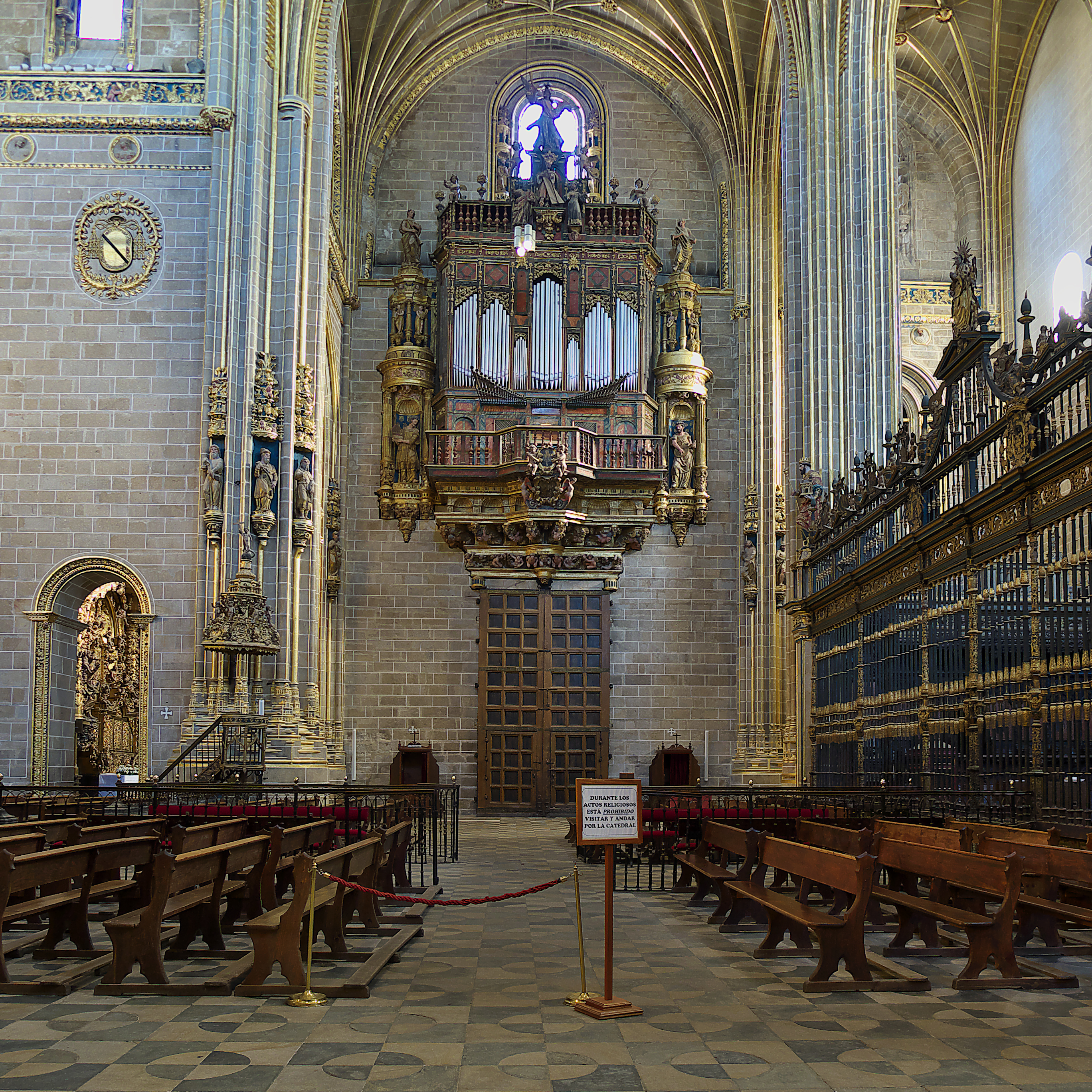
La ubicación del coro en la catedral se aprecia en esta fotografía tomada desde el lado del evangelio, con el órgano en el lado de la epístola. A la derecha de la imagen se ve la reja del coro, y a la izquierda el exterior del presbiterio. Esta perspectiva permite apreciar lo estrecho que acabó resultando el templo de cabecera a pies al quedar la obra inacabada, frente a la idea original de que el coro debía ocupar el centro del edificio.

La sillería de Plasencia está tallada en nogal, historiada profusamente, y es de estilo gótico, como todas las del autor y de la época. Consta, como casi todas las sillerías, de alta y baja, la primera con 41 sillas y la segunda con 26, repartidas en cinco series, separadas por cuatro escalerillas, dos correspondientes a los cabos o extremos y dos al fondo. La sillería alta también se ve interrumpida a los costados por sendas puertas.
La traza arquitectónica de la sillería alta se compone de una serie uniforme de sillas, con haces de columnillas por parte de los brazos y tracerías de arcos angrelados en los netos o tableros bajos, los asientos movibles con sus ménsulas o misericordias historiadas, tableros labrados en los respaldos y, como prolongación monumental de ellos y sobre los brazos, también historiados, otro tablero grande con figuras de labor de minutación o taracea de maderas finas. Todo ello se ubica sobre un friso de talla historiado y entre haces de columnillas con figuras talladas, que sustentan por coronamiento arcos conopiales con tracerías y grumos, sobre todo lo cual vuela y destaca un guardapolvo o doselete corrido con sus festones de roleos, sus fajas de ornamentación calada, su crestería lo mismo y sus pináculos florinados, marcando las divisiones a que cada trozo corresponde con las sillas. Esta traza continua solo se ve interrumpida por la silla presidencial del fondo, que es más alta y se corona con magnífico doselete, todo lo mismo que las sillas de los cabos o extremos destinadas a los Reyes Católicos.
La sillería baja ofrece idéntica traza y ornamentación que la alta, en los soportes, tableros y brazales, iguales asientos movibles con misericordias historiadas y los tableros de respaldo tallados imitando terciopelos labrados de variados motivos. Sobre estos tableros hay frisos historiados de relieve, y encima corre un guardapolvo labrado con roleos que sustenta el atril corrido correspondiente a los asientos de detrás. Lo más destacable de este conjunto arquitectónico y decorativo, tanto en la sillería alta como en la baja, es la labor figurativa que la avalora singularmente, pudiendo clasificarse el coro en tres secciones según esta ornamentación: las sillas principales (de los Reyes Católicos y episcopal), la iconografía religiosa y la iconografía no religiosa.
Sillas de los Reyes Católicos y episcopal

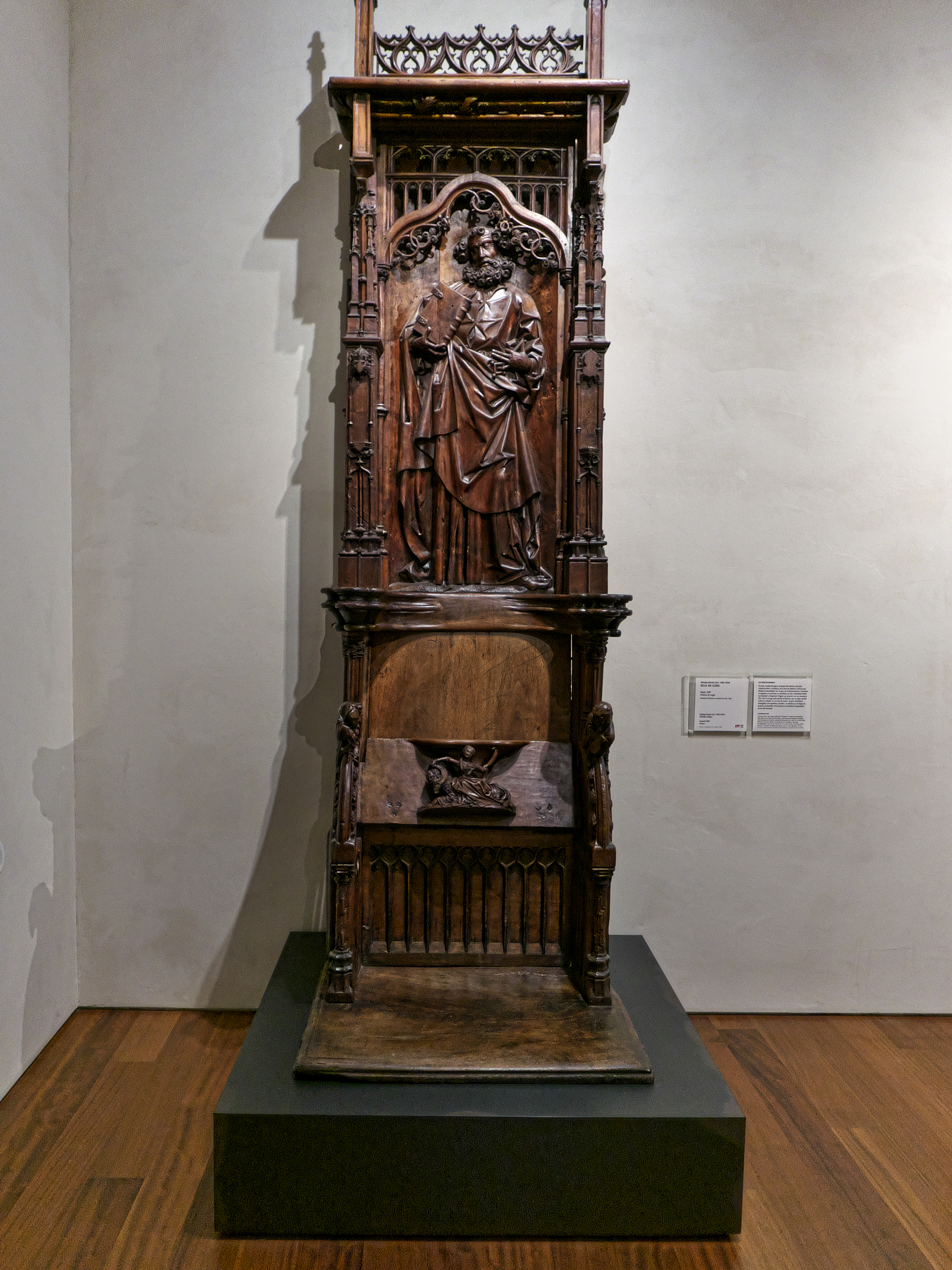
El Museo Nacional de Escultura de Valladolid alberga una silla procedente de esta catedral, con un relieve de San Pedro. Los técnicos del Ministerio de Cultura, que en 1992 la compró al conocido coleccionista alemán Julius Böhler, sostienen que fue hecha por Rodrigo Alemán y que inicialmente era la silla episcopal, pero que por problemas de encaje en el templo fue sustituida y, quedando fuera del coro, pasó a ser la silla del canónigo penitenciario. Por el contrario, el experto local Ramos Berrocoso sostiene una hipótesis alternativa, según la cual se realizó medio siglo más tarde para que el obispo tuviera una silla destacada en la sillería provisional que se instaló en la torre del Melón en 1544.

Las sillas de los Reyes Católicos se adornan con sus respectivos retratos, el de Isabel I de Castilla del lado de la Epístola y el de Fernando II de Aragón del lado del Evangelio, ejecutados en taracea dentro de una orla monumental; ambas figuras de cuerpo entero, de frente y sentadas en tronos, con sus coronas y ropas labradas. Es muy de notar que dichas orlas, como el tablero inferior ornamentado de cada respaldo, que también son de taracea, corresponden por su estilo al Renacimiento, circunstancia que no se da en el resto de la sillería; dado que se sabe que fueron hechas estas sillas en 1497, constituye un dato importante para la historia del movimiento del gusto artístico en España. Casi podría asegurarse que esto no lo ejecutó Rodrigo sino alguno de sus oficiales, educado ya en el nuevo estilo. Por el contrario, las figuras de los reyes y sus tronos son góticas.
Sobre dichos tableros icónicos, bajo los arranques de los gentiles y calados doseletes, hay otros dos tableros con un escudo sustentado por ángeles y coronado, en cuyo campo se ve el monograma SM (Santa María), todo ello tallado. Es una rica talla con figuras, sin especial simbolismo, completa en estrechos frisos, soportes, brazos y misericordia estos sitiales. Se hallan estos más elevados que los otros, sirviéndoles de escabel un primer asiento.
Por su parte, la silla episcopal lleva en el respaldar alto de taracea la imagen de San Pedro, revestido de Papa, con sus atributos y en una catedral. Encima se ve representada en relieve de pequeñas figuras la pesca milagrosa.
Iconografía religiosa
En los demás tableros de taracea o incrustación se representan, en sus correspondientes recuadros de ornamentación, en unos gótica y en otros del Renacimiento, imágenes de santos, figuras góticas como las pintadas en los retablos de la época o las viñetas orladas de los códices. Figuran entre estos santos San Miguel y San Rafael, Santa María Magdalena, Santa Ana, Santo Domingo, San Nicolás, San Agustín, San Lucas, San Bernabé, San Simón, San Mateo, Santo Tomé, San Andrés, San Pablo, San Felipe, Santiago, San Judas, San Matías, San Marcos, San Lorenzo, San Vicente, San Gregorio, San Ambrosio, San Isidro, San Francisco de Asís y San Jerónimo. Con la dicha imagen de Santa Ana está la Virgen y con ella el Niño. Hay además estatuillas de santos sobre los pilares divisorios de las sillas, colocadas bajo doseletes, y también las hay de igual modo en las divisiones de la crestería.
Los santos se distribuyen en varias categorías según sus biografías, buscando que simétricamente haya el mismo número de santos de cada categoría en cada lado del coro. Así, la silla del obispo es acompañada a cada lado en la sillería alta por siete apóstoles, si bien en el lado de la epístola se muestra entre ellos a San Juan Bautista y San Bernabé, que no fueron apóstoles stricto sensu pero tuvieron vínculos con ellos. Cierra cada serie de apóstoles con una octava silla los dos evangelistas no reflejados en la lista de apóstoles, de forma que los cuatro evangelistas queden en paralelo en el coro y en el presbiterio. La novena y décima silla de cada lado corresponden a mártires. A partir de ahí se pierde la simetría, pero en cada extremo hay junto a la silla de los Reyes Católicos un ángel, y en la tercera silla una santa.
En los frisos de relieve de las sillas altas y bajas, muchos de los cuales son posiblemente la parte más personal del maestro Rodrigo, se representan asuntos del Antiguo y del Nuevo Testamento, junto a algunos otros de historia profana. Algunos ejemplos son: el Árbol del Paraíso; David y Goliat con armadura y maza; la escala de la vida, representada al parecer por las vírgenes prudentes y las vírgenes locas, a las que espera la boca del infierno; misterios como la Anunciación y la Pentecostés; y pasajes de la Vida del Señor, como la Huida a Egipto, la Degollación de los Inocentes, el Bautismo de Jesús en el Jordán; la disputa con los doctores o Jesús arrojando a los mercaderes del templo.
A diferencia de los santos, aquí la distribución no es simétrica sino cronológica: las escenas del Antiguo Testamento se muestran en el lado de la epístola y las del Nuevo Testamento en el lado del evangelio, siguiendo el orden bíblico. En el Antiguo Testamento se muestran cinco escenas de la Creación, cinco de los primeros patriarcas, tres de Moisés, una de Sansón, seis de David y nueve de personajes diversos, refiriéndose el último a la Encarnación, que enlaza con el Nuevo Testamento. En la parte neotestamentaria se muestran siete escenas sobre María y José, una sobre la Natividad de Jesús, cinco sobre su infancia, cuatro sobre su vida pública, doce sobre la Pasión de Cristo y seis sobre la Resurrección.
Iconografía no religiosa
Más que todo esto llama la atención en la sillería de Plasencia la imaginería clasificada como "profana" o "fantástica" que se desarrolla en los brazales de las sillas, en sus paciencias y misericordias y en los costados de la sillería baja donde se abren las escaleras. En estos costados se ven esculpidos el escudo real sustentado por el Águila de San Juan y un escudo episcopal con el capelo. El arqueólogo José Ramón Mélida publicó en 1924 el siguiente resumen de esta parte de la obra, en el que manifestaba cierta indignación por hallar algunos temas nada acordes a lo religioso:

Sobre estos motivos, bellos cuanto complicados ornamentos góticos enriquecen dichos tableros, y sirviéndoles de crestería se ven figuras de animales y de monstruos fantásticos, tales como centauros que juegan con antorchas, grifos o leones, quimeras y otras bizarrías, estando talladas estas figuras de bulto redondo. Lo mismo están los que adornan todos los brazales, en las que por ser más la variedad, la fantasía, verdaderamente calenturienta, es mucho mayor. En tales representaciones las hay peregrinas: un león que lucha con un lagarto, Sansón luchando con el león, acróbata en ejercicio, juglar enseñando a un mono, mujer inflando un pellejo, hombre tocando el tambor, otro hombre leyendo un libro, tocador de zampoña. Lo ideal y lo real, lo trágico y lo burlesco, todo ello y con ello lo que menos podía esperarse, la licencia y la grosería se ve en estas singulares tallas, bajo las bóvedas del sagrado recinto. Y aun no es esto todo lo que da testimonio de la incomprensible tolerancia del clero y la sociedad de aquel momento con los artistas que, acaso a pretexto de representar los vicios para hacerlos aborrecibles, o bien porque lo picaresco estaba harto bien recibido y celebrado, no se iban a la mano en pasar de lo libre a lo obsceno y a la más baja grosería.

En los sitios más disimulados, en las misericordias, que no se ven mientras no se levantan los asientos, es donde se ven tallados los asuntos más licenciosos. No lo son todos. Algunos relieves representan las artes y los oficios: un escultor tallando una imagen, un carpintero trabajando en su banco, otros representan motivos de la vida corriente, como un juglar a caballo con un mono o una suerte de toros. Otros asuntos son de pura fantasía, como un hombre con cabeza de mono haciendo bailar a un cerdo; algunas veces se trata de ejemplos morales como el suplicio o quema de un hombre y una mujer, sin duda unos adúlteros; otras veces diríase que se han representado los vicios para hacerlos odiosos y así vemos la gula en un banquete al que asisten hombre y mujer o la embriaguez de una dama; pero otras veces la intención picaresca es patente, como en una dama que de frente al espectador y con las faldas levantadas se lava los pies; o bien la escena burlesca de una dama que azota las carnes de un hombre, o bien otra que tiene que defenderse de un caballero.

Más grave es todavía cuando el héroe de la burla o del lance amoroso es un fraile: uno de ellos caído y con los hábitos levantados es mordido por un perro; en otro relieve un fraile requiere de amores a una dama, y luchando con ella se le representa en otro. Aún la sátira llega a lo increíble en cuatro personajes cuyos inflados cuerpos son pellejos y que parecen ensayarse en el canto llano, o en el sermón burlesco de un reverendo con cabeza de zorro a unas gallinas. Y aún hay otros asuntos como una mujer y una marrana, o una marrana y un mono, de grosería tal que no es posible describirlos.
José Ramón Mélida, arqueólogo (1856-1933)

Los autores han debatido ampliamente sobre la presencia de estos elementos, especialmente los obscenos, en un recinto religioso, basándose en las dos hipótesis citadas por Mélida: que hubiese una tolerancia mayor en aquella época o que se pretendiera ejemplarizar contra las conductas inapropiadas. Desde el entorno teológico de la diócesis se ha criticado que estos elementos habrían recibido una "atención excesiva" en los trabajos historiográficos, si se compara con la atención prestada a los elementos religiosos.
Según cita Mélida en su obra de 1924, la sillería ya se describió en detalle en dos trabajos documentales publicados anteriormente: una sección de la recopilación de sillas de coro españolas de Pelayo Quintero, publicada en el Boletín de la Sociedad Española de Excursiones en 1907, y un artículo de Vicente Paredes para la Revista de Extremadura, publicado en 1910. Este último era un arqueólogo local y dedicó un amplio texto a los motivos no religiosos, defendiendo la hipótesis de que serían como protesta o censura del vicio y de la impiedad.
Entre las interpretaciones más recientes, destaca la que hicieron en 1994 Pilar Mogollón y Francisco Javier Pizarro. Estos autores señalan que en la iconografía no religiosa hay diversas partes que cumplen diversas funciones: si bien hay algunos elementos de censura del vicio, doce misericordias hacen referencia a proverbios flamencos, y otros elementos tienen una función simplemente de representación satírica, mitológica o cotidiana. En este contexto, las figuras de animales serían una representación de las fuerzas del mal. Estos autores destacaron como elemento peculiar diversas representaciones del salvaje, un tema mitológico frecuente en el arte de la época.
En 2016, en plena restauración de la obra, Juan Manuel Ramos elaboró una lista detallada con las figuras de los pomos de adorno de los brazales, en la que hizo constar la dificultad que existe para clasificar y encontrar un orden en estas figuras, a diferencia de la iconografía religiosa que sigue un orden evidente.

### Facistol
El facistol que hay en medio del coro no se corresponde artísticamente con el de la sillería, pues su parte superior es de traza clásica. El pie es lo único que queda de la obra original que Rodrigo Alemán situó en el centro de la sillería: es plateresco y tiene forma de prisma hexagonal con columnillas y figuras, siendo la única parte importante de la estructura. La parte superior, artísticamente diferente, parece haber sido tallada por un maestro entallador local llamado Bartolomé, a quien se encargó en 1503 la elaboración de "los cuatro facistoles de las sillas bajas"; el facistol es realmente uno, pero se denomina "los cuatro facistoles", ya que esta parte superior es un tronco de pirámide formado por cuatro caras, que giran sobre un mecanismo denominado coloquialmente "molino". El facistol, antes de la reforma del entallador Bartolomé, estaba diseñado con forma triangular.

### Reja del coro

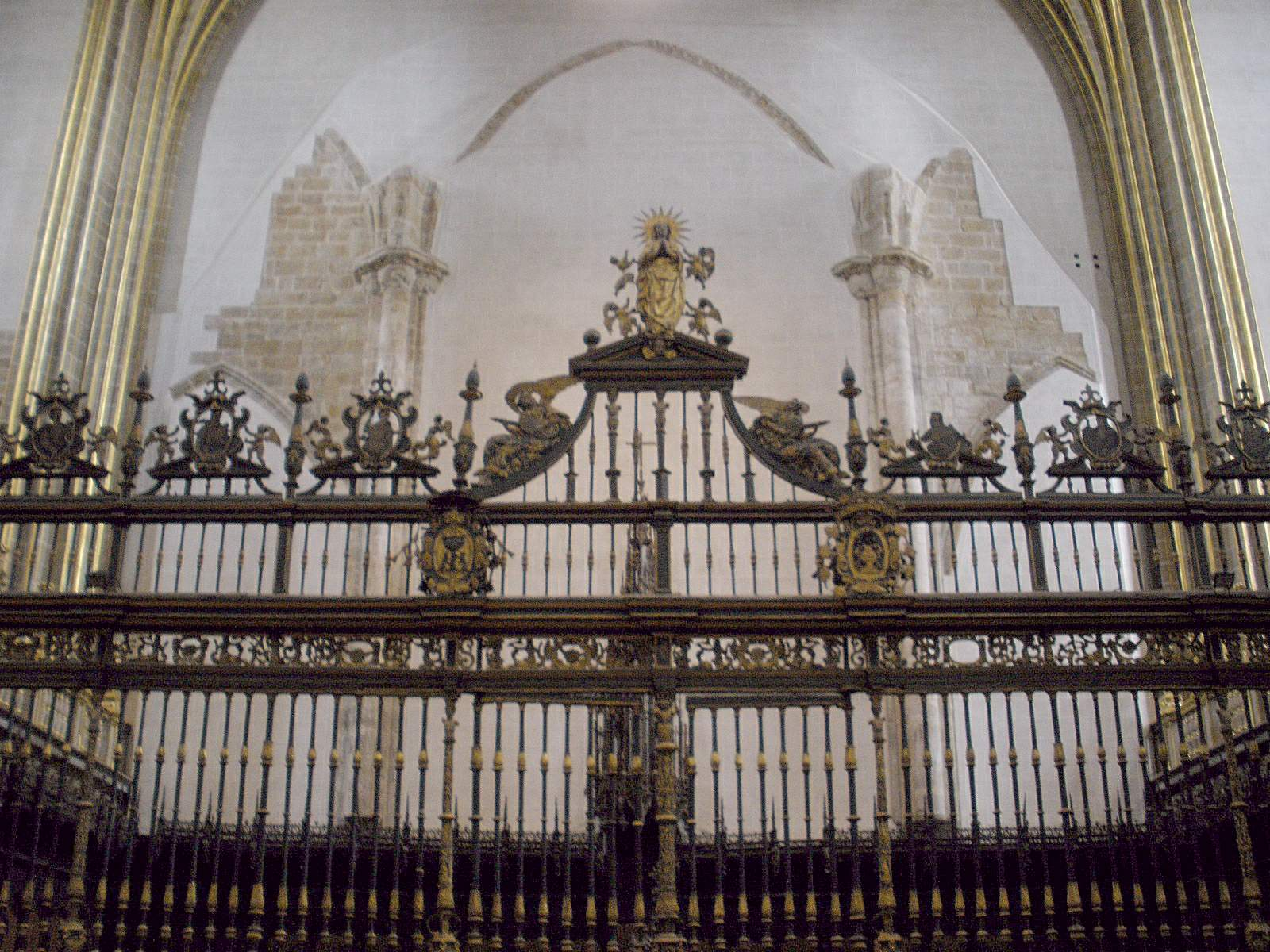
Coronamiento central de la reja, con el muro de la Catedral Vieja al fondo

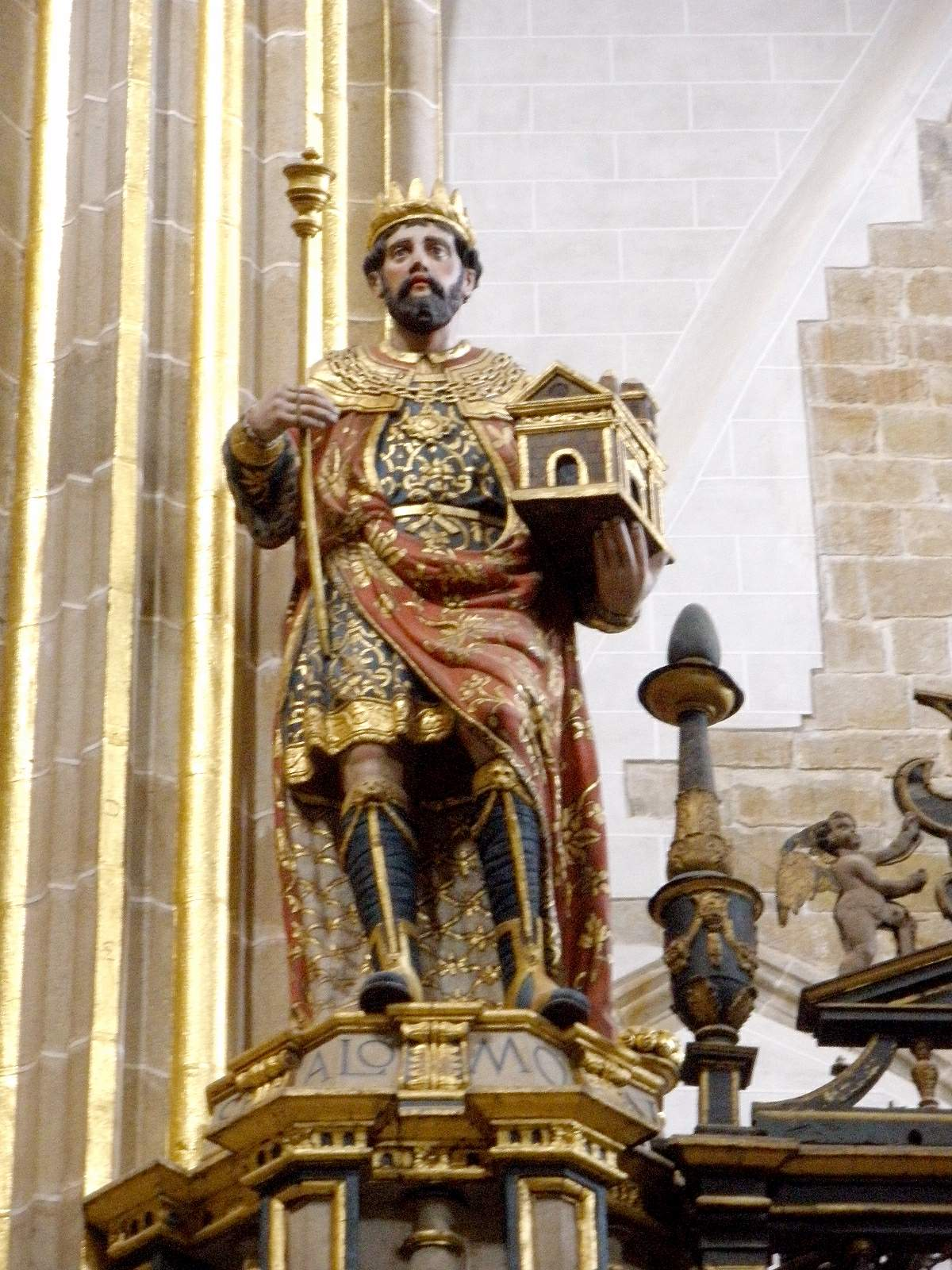
Salomón con el Templo de Jerusalén en el extremo de la reja

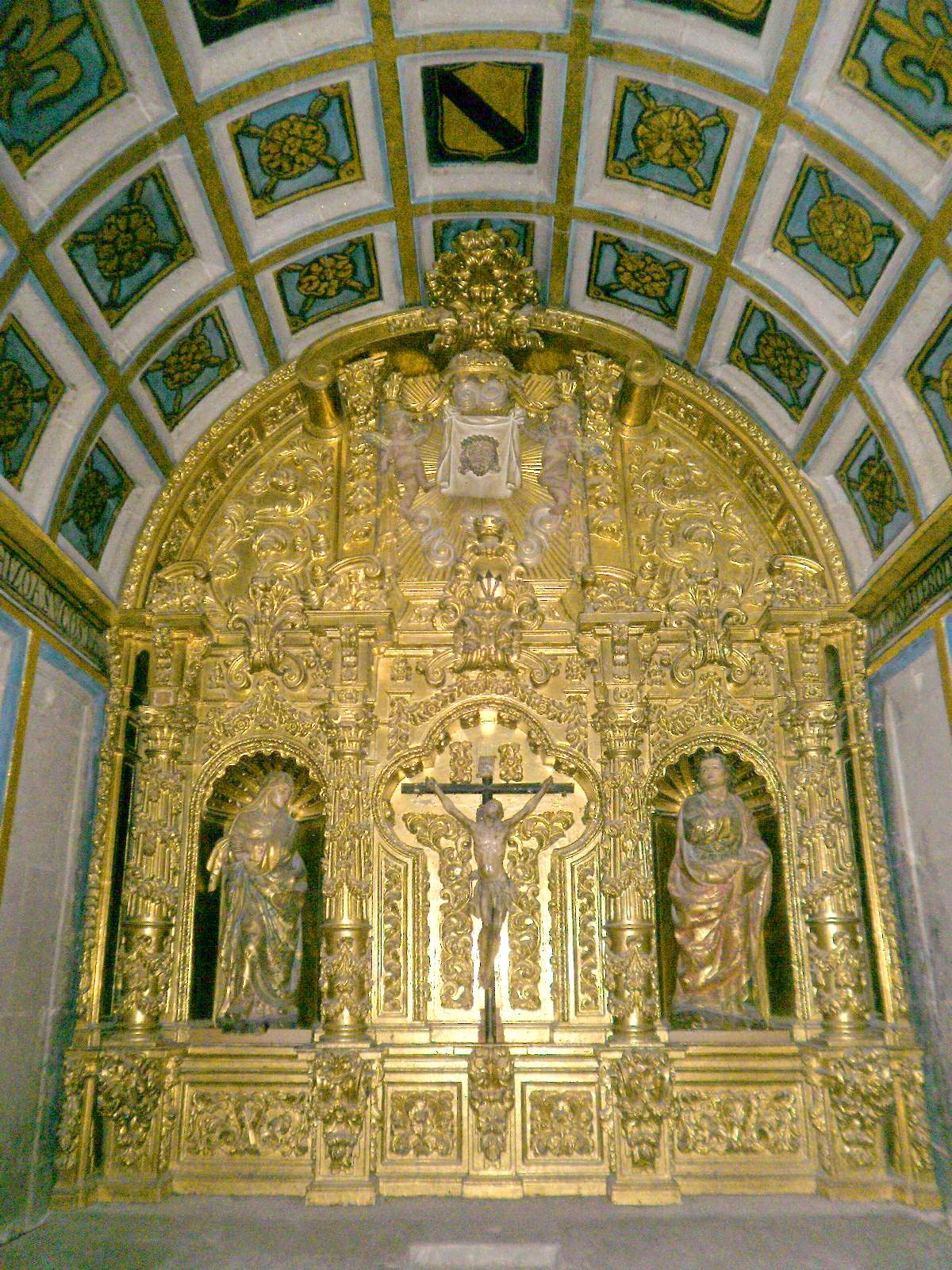
La capilla de García y Martín González de Carvajal es una de las dos capillas laterales que hacen la función de trascoro. Se ubica adyacente al coro por el lado de la epístola.

Es una magnífica reja dorada, perfectamente ejecutada y tan grande como lo pidió la anchura de esta iglesia, pues mide 16,10 metros de longitud y 7,13 metros de altura sin contar el coronamiento. Es de traza clásica, con reminiscencias todavía platerescas. Sobre un zócalo corrido, dividido en recuadros, con cuarterones, óvalos y círculos se alzan los barrotes finos y abalaustrados de la reja, que está longitudinalmente dividida en cinco tramos, constituyendo las divisorias barrotes más gruesos y también abalaustrados, con lindas anforillas al medio. A los extremos hay sendas pilastras. Dicho conjunto de soportes tiene su entablamento con friso de niños, tritones y quimeras, sobre arquitrabe de roleos, bustos de medallones y cartelas.
Sobre el entablamento hay un ático a modo de balaustrada, y sobre ella el coronamiento o crestería, compuesta de ocho medallones con diversas figuras, habiendo cuatro medallones a cada lado. Los cuatro medallones del lado de la epístola representan virtudes teologales y los del lado del evangelio virtudes cardinales. Los ocho medallones representan lo siguiente:
- Los medallones de los extremos representan a Santa Bibiana en el lado de la epístola y, haciendo un juego de palabras con su nombre, a la embriaguez en el lado del evangelio. Esto representa la leyenda de que Santa Bibiana estuvo cautiva con alcohólicos, y simboliza las virtudes de la fe y la templanza.
- Los segundos medallones por el exterior presentan cada uno a un hombre con un objeto, el del lado de la epístola con una balanza y espada (San Miguel) y el lado del evangelio con una antorcha. El primero representa la virtud de la esperanza para la salvación, pero el segundo advierte que también ha de tenerse la virtud de la prudencia, pues es una alegoría de la vigilancia que recuerda a la parábola de las diez vírgenes.
- Los segundos medallones contando desde el centro representan a Santa Isabel con los niños Juan y Jesús en el lado de la epístola y a Santa Cunegunda con una iglesia, simbolizando respectivamente la fecundidad de niños y de religión que desempeñan los laicos y los clérigos, siendo además alegorías de las virtudes de caridad y justicia respectivamente.
- Los medallones interiores representan a San Eloy como símbolo de la Iglesia católica y a Santa María Magdalena como símbolo de la virtud de fortaleza.

En el centro sirve de coronamiento un cuerpo en el que, sobre blasones y entre dos ángeles músicos, hay un frontón por encima del cual se representa la Asunción de la Virgen. Los blasones en los que se apoya este coronamiento, ubicados en el friso, son el escudo del obispo Pedro González de Acevedo el del lado de la epístola y un símbolo de Santa María en el lado del evangelio. Sobre las pilastras de los extremos se alzan las figuras, de bulto redondo, de Salomón con el Templo de Jerusalén y David con el arpa.
El tramo central de la reja es la puerta, de dos hojas, dividida por un balaustre grueso como los dichos, y en cuya base cuadrada se lee, en sus dos costados, la firma del artista rejero, trazada en esta forma: en el lado de la Epístola el nombre del autor ("ivães baptista celma pictor faciebat") y en el lado del evangelio la fecha ("anno domini 1604"). En el frente y reverso de la misma base se ve el monograma SM, esto es "Sancta María".

### Trascoro
El coro de la catedral de Plasencia carece de un trascoro stricto sensu, ya que lo que hay detrás del coro es el muro que separa los dos sectores históricos del edificio. Se suele considerar trascoro a la ornamentación con la que cuenta en los costados. Dichos costados se adornan con sendos cuerpos de arquitectura clásica, con pilastras de orden compuesto, entablamento al friso con bustos en medallones y querubines, más una balaustrada con flameros. En los tres intercolumnios hay arcos, de puertas pequeñas los de los extremos, con hornacinas encima ocupadas por estatuas de santos, y grande el del centro, de entrada de capilla, con reja, con escudos entre quimeras y roleos en el coronamiento.
El lado del evangelio alberga dentro del arco mayor la capilla de San Fulgencio, mientras que el lado de la epístola alberga la capilla de García y Martín González de Carvajal, distinguiéndose esta última por carecer de reja.